# Osca 1600 GT
El Osca 1600 GT es un pequeño automóvil deportivo italiano lanzado en 1960 por la compañía O.S.C.A., una fábrica radicada en Bolonia propiedad de los hermanos Maserati. Solo se produjeron 128 unidades, 98 de ellas carrozadas por Zagato según el diseño de Ercole Spada.

## Historia
La empresa OSCA fue fundada en 1947 por los hermanos Maserati, diez años después de verse obligados a vender al industrial Adolfo Orsi la primera fábrica que habían creado con el nombre de la familia, Maserati, debido a los problemas financieros que atravesaba. La nueva compañía se dedicó a fabricar automóviles deportivos y de competición de alta calidad, caracterizados por sus motores de pequeña cilindrada.
A partir de 1960, OSCA comenzó el lanzamiento de una serie de modelos GT, basados en el motor y la mecánica del Fiat 1500, comenzando por el 1500 cupé y el 1600 GT. Las 24 unidades carrozadas por Fissore, con una configuración de spider, son conocidas como Osca 1600 GT2, aunque básicamente son el mismo coche. En 1965 se lanzó un nuevo modelo equipado con un motor Ford V4 de 1,7 litros. La fábrica cesó definitivamente su actividad entre 1966 y 1967.
En total, solo se produjeron 128 unidades entre 1960 y 1963. En 2019 la casa Bonhams subastó uno de estos vehículos, que alcanzó un precio de 379.500 euros.

## Características
El Osca 1600 GT disponía de un chasis tubular diseñado por los hermanos Maserati, sobre el que descansaba la carrocería con los formatos cupé, spider o cabriolet. Estilísticamente, el cupé presentaba dos pequeños abultamientos sobre el techo (en una configuración sobre el habitáculo conocida como "doble burbuja") rematados con unas rejillas de ventilación orientadas hacia la parte trasera.
El motor de cuatro cilindros en línea, de origen Fiat, cubicaba 1568 cc, con un diámetro de 85 mm y una carrera de 78 mm. Para aumentar su potencia hasta los 115 CV, estaba equipado con un doble árbol de levas en cabeza desarrollado por Maserati. El eje delantero disponía de suspensión independiente con muelles helicoidales, mientas que el eje trasero adoptó distintas formas. Las cuatro ruedas estaban equipadas con frenos de disco, y el cambio podía disponer opcionalmente de una marcha superdirecta.
El interior contaba con dos asientos tapizados en una combinación bicolor de cuero negro y franjas interiores de tela. Disponía de un completo cuadro de instrumentos y un volante de tres radios con aro de madera. La palanca de cambios estaba situada en el suelo del automóvil.